# Arthroleptis adelphus
Arthroleptis adelphus är en groddjursart som beskrevs av Perret 1966. Arthroleptis adelphus ingår i släktet Arthroleptis och familjen Arthroleptidae. IUCN kategoriserar arten globalt som livskraftig. Inga underarter finns listade i Catalogue of Life.

## Bildgalleri

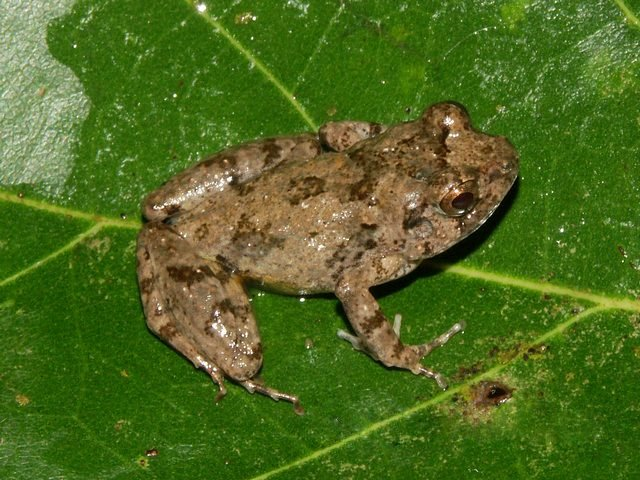
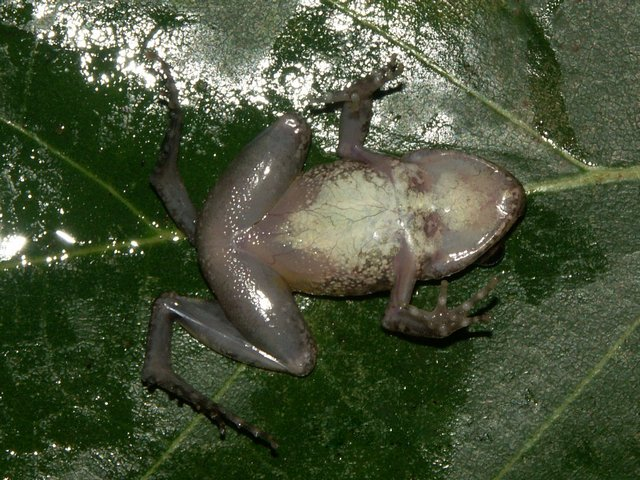